# Slowaaks voetbalelftal in 2013
Het Slowaaks voetbalelftal speelde in totaal tien officiële interlands in het jaar 2013, waaronder zes duels in de kwalificatiereeks voor het WK voetbal 2014 in Brazilië. De selectie stond onder leiding van Ján Kozák, de opvolger van de weggestuurde Michal Hipp en Stanislav Griga. Op de in 1993 geïntroduceerde FIFA-wereldranglijst zakte Slowakije in 2013 van de 44ste (januari 2013) naar de 60ste plaats (december 2013). Slowakije speelde op 19 november tegen Gibraltar (0-0) – de allereerste officiële wedstrijd van de dwergstaat in het internationale voetbal.

## Balans
| Wedstrijden | Wedstrijden | Wedstrijden | Wedstrijden | Doelpunten | Doelpunten | Doelpunten | Punten |
| Gespeeld    | Winst       | Gelijk      | Verlies     | Voor       | Tegen      | Saldo      | Punten |
| ----------- | ----------- | ----------- | ----------- | ---------- | ---------- | ---------- | ------ |
| 11          | 2           | 6           | 3           | 10         | 10         | 0          | 0.909  |

## Interlands
|                                                                 |                                          |       |                   |                                                                                  |
| 6 februari Vriendschappelijk № 222 «onderlinge duels» 20:45 uur | België                                   | 2 – 1 | Slowakije         | Jan Breydelstadion, Brugge Toeschouwers: 20.000 Scheidsrechter: Alon Yefet (ISR) |
| 6 februari Vriendschappelijk № 222 «onderlinge duels» 20:45 uur | Eden Hazard 10' (pen.) Dries Mertens 90' |       | 88' Richard Lásik | Jan Breydelstadion, Brugge Toeschouwers: 20.000 Scheidsrechter: Alon Yefet (ISR) |

|                                                                     |                    |       |                     |                                                                                      |
| 22 maart WK-kwalificatie Groep G № 223 «onderlinge duels» 20:10 uur | Slowakije          | 1 – 1 | Litouwen            | Štadión pod Dubňom, Žilina Toeschouwers: 12.000 Scheidsrechter: Michael Oliver (ENG) |
| 22 maart WK-kwalificatie Groep G № 223 «onderlinge duels» 20:10 uur | Martin Jakubko 40' |       | 19' Darvydas Šernas | Štadión pod Dubňom, Žilina Toeschouwers: 12.000 Scheidsrechter: Michael Oliver (ENG) |

|                                                               |           |       |        |                                                                                        |
| 26 maart Vriendschappelijk № 224 «onderlinge duels» 20:00 uur | Slowakije | 0 – 0 | Zweden | Štadión pod Dubňom, Žilina Toeschouwers: 2.000 Scheidsrechter: Gerhard Grobelnik (AUT) |
| 26 maart Vriendschappelijk № 224 «onderlinge duels» 20:00 uur |           |       |        | Štadión pod Dubňom, Žilina Toeschouwers: 2.000 Scheidsrechter: Gerhard Grobelnik (AUT) |

|                                                         |                  |       |                |                                                                                        |
| 7 juni WK-kwalificatie Groep G № 225 «onderlinge duels» | Liechtenstein    | 1 – 1 | Slowakije      | Rheinparkstadion, Vaduz Toeschouwers: 1.623 Scheidsrechter: Markus Strömbergsson (ZWE) |
| 7 juni WK-kwalificatie Groep G № 225 «onderlinge duels» | Marco Büchel 13' |       | 73' Ján Ďurica | Rheinparkstadion, Vaduz Toeschouwers: 1.623 Scheidsrechter: Markus Strömbergsson (ZWE) |

|                                                                  |                   |       |                      |                                                                                 |
| 14 augustus Vriendschappelijk № 227 «onderlinge duels» 20:00 uur | Roemenië          | 1 – 1 | Slowakije            | Arena Națională, Boekarest Toeschouwers: 6.738 Scheidsrechter: Neil Doyle (IRL) |
| 14 augustus Vriendschappelijk № 227 «onderlinge duels» 20:00 uur | Bogdan Stancu 44' |       | 56' Stanislav Šesták | Arena Națională, Boekarest Toeschouwers: 6.738 Scheidsrechter: Neil Doyle (IRL) |

|                                                                        |                 |                     |           |                                                                                |
| 6 september WK-kwalificatie Groep G № 228 «onderlinge duels» 20:15 uur | Bosnië en Herz. | 0 – 1               | Slowakije | Bilino Polje, Zenica Toeschouwers: 15.000 Scheidsrechter: Nicola Rizzoli (ITA) |
| 6 september WK-kwalificatie Groep G № 228 «onderlinge duels» 20:15 uur |                 | 77' Viktor Pečovský |           | Bilino Polje, Zenica Toeschouwers: 15.000 Scheidsrechter: Nicola Rizzoli (ITA) |

|                                                               |                  |       |                                      |                                                                                      |
| 10 september WK-kwalificatie Groep G № 229 «onderlinge duels» | Slowakije        | 1 – 2 | Bosnië en Her.                       | Štadión Pod Dubňom, Žilina Toeschouwers: 9.438 Scheidsrechter: David Fernández (ESP) |
| 10 september WK-kwalificatie Groep G № 229 «onderlinge duels» | Marek Hamšík 42' |       | 70' Ermin Bičakčić 78' Izet Hajrovic | Štadión Pod Dubňom, Žilina Toeschouwers: 9.438 Scheidsrechter: David Fernández (ESP) |

|                                                             |                          |       |           |                                                                                                |
| 10 oktober WK-kwalificatie Groep G № 230 «onderlinge duels» | Griekenland              | 1 – 0 | Slowakije | Georgios Karaiskákis Stadion, Piraeus Toeschouwers: 21.067 Scheidsrechter: Deniz Aytekin (GER) |
| 10 oktober WK-kwalificatie Groep G № 230 «onderlinge duels» | Martin Škrtel 44' (e.d.) |       |           | Georgios Karaiskákis Stadion, Piraeus Toeschouwers: 21.067 Scheidsrechter: Deniz Aytekin (GER) |

|                                                             |                                       |       |                                     |                                                                                  |
| 15 oktober WK-kwalificatie Groep G № 231 «onderlinge duels» | Letland                               | 2 – 2 | Slowakije                           | Skonto Stadion, Rīga Toeschouwers: 3.813 Scheidsrechter: Yevhen Aranovskyi (UKR) |
| 15 oktober WK-kwalificatie Groep G № 231 «onderlinge duels» | Valerijs Šabala 47' Renārs Rode 90+2' |       | 9' Martin Jakubko 16' Kornel Saláta | Skonto Stadion, Rīga Toeschouwers: 3.813 Scheidsrechter: Yevhen Aranovskyi (UKR) |

|                                                                  |       |                                |           |                                                                                |
| 15 november Vriendschappelijk № 232 «onderlinge duels» 20:45 uur | Polen | 0 – 2                          | Slowakije | Stadion Miejski, Wrocław Toeschouwers: 40.605 Scheidsrechter: Marco Borg (MLT) |
| 15 november Vriendschappelijk № 232 «onderlinge duels» 20:45 uur |       | 31' Juraj Kucka 39' Róbert Mak |           | Stadion Miejski, Wrocław Toeschouwers: 40.605 Scheidsrechter: Marco Borg (MLT) |

|                                                                  |           |       |           |                                                                           |
| 19 november Vriendschappelijk № 233 «onderlinge duels» 20:30 uur | Gibraltar | 0 – 0 | Slowakije | Estádio Algarve, Faro Toeschouwers: 350 Scheidsrechter: Hugo Miguel (POR) |
| 19 november Vriendschappelijk № 233 «onderlinge duels» 20:30 uur |           |       |           | Estádio Algarve, Faro Toeschouwers: 350 Scheidsrechter: Hugo Miguel (POR) |

## FIFA-wereldranglijst
| JAN | FEB | MAR | APR | MEI | JUN | JUL | AUG | SEP | OKT | NOV | DEC |
| --- | --- | --- | --- | --- | --- | --- | --- | --- | --- | --- | --- |
| 44  | 49  | 55  | 54  | 54  | 56  | 63  | 62  | 60  | 65  | 60  | 60  |

## Statistieken
| Ján Mucha        | 1982-12-05 | Krylya Sovetov Samara | 4 | 0 | 0 | 39 | 0  |
| Dušan Kuciak     | 1985-05-21 | Legia Warschau        | 3 | 0 | 0 | 10 | 0  |
| Matúš Kozáčik    | 1983-12-27 | Viktoria Plzeň        | 2 | 0 | 0 | 3  | 0  |
| Dušan Perniš     | 1984-11-28 | Pogoń Szczecin        | 1 | 0 | 0 | 7  | 0  |
| Tomáš Košický    | 1986-03-11 | Novara Calcio         | 1 | 0 | 0 | 1  | 0  |
| Verdediging      |            |                       |   |   |   |    |    |
| Ján Ďurica       | 1981-11-10 | Lokomotiv Moskou      | 9 | 1 | 1 | 63 | 3  |
| Tomáš Hubočan    | 1985-09-17 | FK Zenit              | 7 | 1 | 0 | 28 | 0  |
| Martin Škrtel    | 1984-12-15 | Liverpool FC          | 7 | 0 | 0 | 65 | 5  |
| Peter Pekarík    | 1986-10-30 | Hertha BSC            | 6 | 0 | 0 | 50 | 1  |
| Marián Čišovský  | 1979-11-02 | Viktoria Plzeň        | 3 | 1 | 0 | 15 | 0  |
| Richard Lásik    | 1992-08-18 | Brescia Calcio        | 2 | 1 | 1 | 3  | 1  |
| Kornel Saláta    | 1985-01-24 | FK Rostov             | 2 | 3 | 1 | 28 | 1  |
| Lukáš Pauschek   | 1992-12-09 | Sparta Praag          | 1 | 2 | 0 | 4  | 0  |
| Marek Čech       | 1983-01-26 | Bologna               | 1 | 0 | 0 | 52 | 5  |
| Ľubomír Guldan   | 1983-01-30 | Zagłębie Lubin        | 1 | 0 | 0 | 5  | 1  |
| Pavol Farkaš     | 1985-03-27 | Ternana Calcio        | 1 | 0 | 0 | 2  | 0  |
| Lukáš Štetina    | 1991-07-28 | FK Dukla Praag        | 1 | 0 | 0 | 1  | 1  |
| Jozef Piaček     | 1983-06-20 | MŠK Žilina            | 0 | 1 | 0 | 1  | 0  |
| Branislav Niňaj  | 1994-05-17 | SK Slovan Bratislava  | 0 | 1 | 0 | 1  | 0  |
| Middenveld       |            |                       |   |   |   |    |    |
| Juraj Kucka      | 1987-02-26 | Genoa CFC             | 8 | 1 | 1 | 35 | 2  |
| Marek Hamšík     | 1987-07-27 | SSC Napoli            | 8 | 0 | 1 | 68 | 11 |
| Viktor Pečovský  | 1983-05-24 | MŠK Žilina            | 7 | 2 | 1 | 14 | 1  |
| Dušan Švento     | 1985-08-01 | Red Bull Salzburg     | 4 | 2 | 0 | 28 | 1  |
| Marek Sapara     | 1982-07-31 | Trabzonspor           | 3 | 0 | 0 | 38 | 5  |
| Tomáš Kóňa       | 1984-03-01 | FK Senica             | 2 | 0 | 0 | 5  | 0  |
| Michal Breznaník | 1985-12-16 | Amkar Perm            | 1 | 0 | 0 | 9  | 0  |
| Martin Juhár     | 1988-03-09 | SK Slavia Praag       | 1 | 0 | 0 | 1  | 0  |
| Karim Guédé      | 1985-01-07 | SC Freiburg           | 1 | 3 | 0 | 12 | 0  |
| Tomáš Ďubek      | 1987-01-22 | MFK Ružomberok        | 0 | 1 | 0 | 1  | 0  |
| Samuel Štefánik  | 1991-11-16 | AS Trenčín            | 0 | 1 | 0 | 1  | 0  |
| Adam Zreľák      | 1994-05-05 | MFK Ružomberok        | 0 | 1 | 0 | 1  | 0  |
| Aanval           |            |                       |   |   |   |    |    |
| Stanislav Šesták | 1982-12-16 | Bursaspor             | 6 | 1 | 1 | 48 | 11 |
| Adam Nemec       | 1985-09-02 | 1. FC Union Berlin    | 4 | 1 | 0 | 7  | 0  |
| Miroslav Stoch   | 1989-10-19 | PAOK Thessaloniki     | 4 | 0 | 0 | 39 | 4  |
| Vladimír Weiss   | 1989-11-30 | Olympiakos Piraeus    | 4 | 0 | 0 | 32 | 2  |
| Martin Jakubko   | 1980-02-26 | Amkar Perm            | 3 | 4 | 2 | 35 | 8  |
| Róbert Mak       | 1991-03-08 | 1. FC Nürnberg        | 3 | 4 | 1 | 7  | 1  |
| Michal Ďuriš     | 1988-06-01 | Viktoria Plzeň        | 2 | 4 | 0 | 11 | 0  |
| Filip Hološko    | 1984-01-17 | Beşiktaş              | 2 | 0 | 0 | 62 | 8  |
| Marek Bakoš      | 1983-04-15 | Viktoria Plzeň        | 1 | 4 | 0 | 13 | 0  |
| Erik Jendrišek   | 1986-10-26 | Energie Cottbus       | 2 | 2 | 0 | 36 | 4  |
| Róbert Vittek    | 1982-04-01 | Slovan Bratislava     | 1 | 0 | 0 | 80 | 23 |
| David Depetris   | 1988-11-11 | Çaykur Rizespor       | 1 | 1 | 0 | 2  | 0  |
| Jakub Sylvestr   | 1989-02-02 | Erzgebirge Aue        | 1 | 0 | 0 | 3  | 0  |
| František Kubík  | 1989-03-14 | Arsenal Kiev          | 0 | 1 | 0 | 2  | 0  |